# Thecosomata
Las mariposas marinas, nombre científico Thecosomata (tecosomas, "caja/cuerpo de concha"), son un suborden taxonómico de pequeños caracoles marinos pelágicos nadadores. Estos son moluscos gasterópodos opistobranquios holoplanctónicos del grupo informal Opisthobranchia. Incluyen algunas de las especies de gasterópodos más abundantes del mundo.
Junto con su grupo hermano, los Gymnosomata, este grupo está incluido en los pterópodos. La validez de este clado no está unánimemente establecida; aunque había caído en desgracia durante varios años, la evidencia molecular reciente sugiere que el taxón debería resucitar. La mayoría de los Thecosomata tienen una cámara

## Morfología

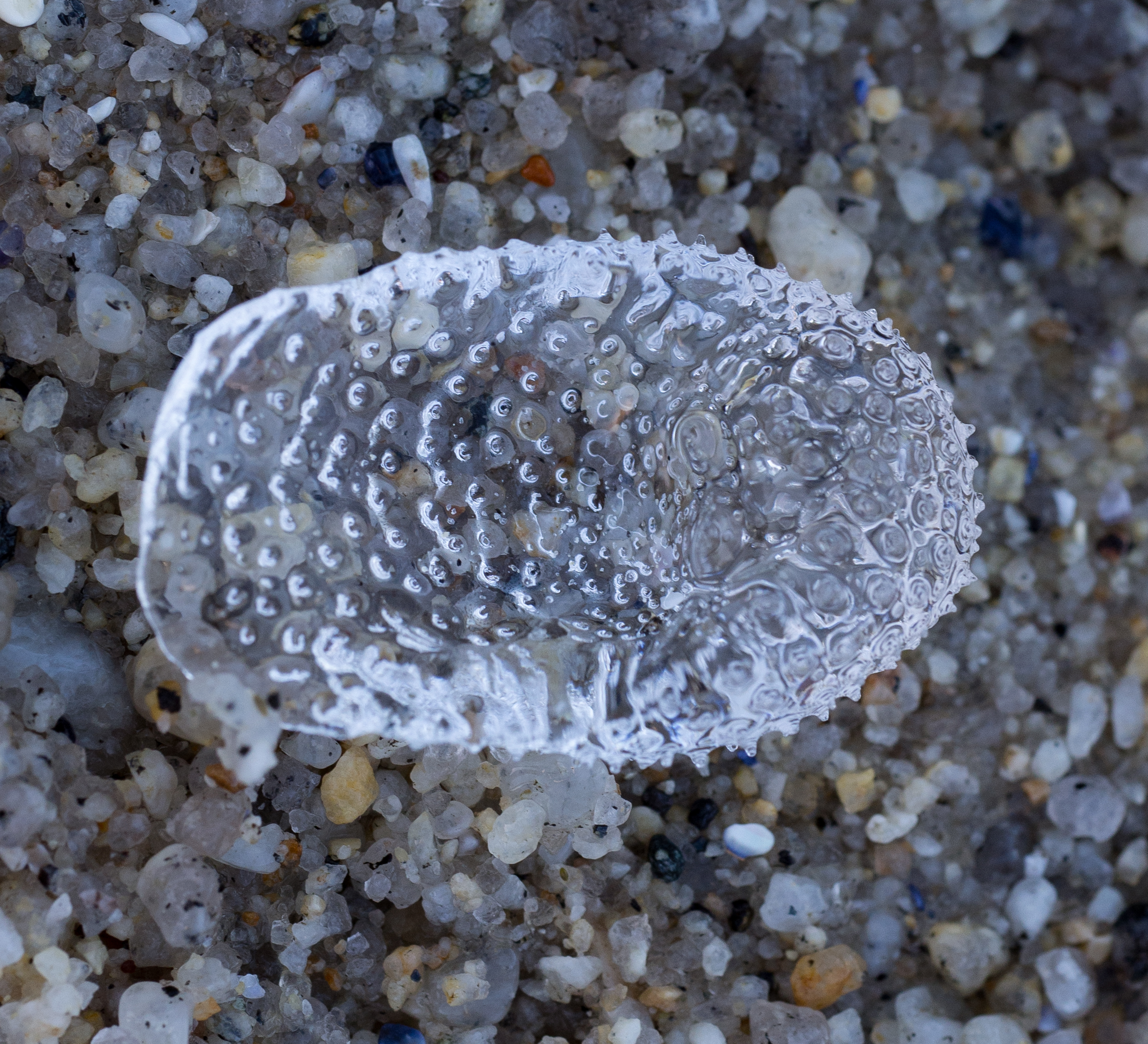
Pseudoconcha mariposa de mar

Estos caracoles flotan y nadan libremente en el agua y son arrastrados por las corrientes. Esto ha llevado a una serie de adaptaciones en sus cuerpos. El caparazón y las branquias han desaparecido en varias familias. Su pie ha tomado la forma de dos lóbulos en forma de alas, o parapodios, que impulsan al animal a través del mar mediante movimientos lentos de aleteo. Son bastante difíciles de observar, ya que la concha (cuando está presente) es en su mayor parte incolora, muy frágil y por lo general mide menos de 1 cm de longitud. Aunque su caparazón puede ser tan fino como para ser transparente, no obstante es calcáreo, sus caparazones son bilateralmente simétricos y pueden variar ampliamente en forma: enrollada, en forma de aguja, triangular, globulosa.
El caparazón está presente en todas las etapas del ciclo de vida de Cavolinioidea (euthecosomata), mientras que en Cymbulioidea (pseudothecosomata), los Peraclididae adultos llevan caparazones, Cymbuliidae mudan sus caparazones larvarios y desarrollan una pseudoconch cartilaginosa en la edad adulta, y los adultos de Desmopteridaen carecen de cualquier estructura rígida.

## Comportamiento
Thecosomata batió sus parapodios en forma de alas para "volar" a través del agua. Son holoplanctónicos; es decir, pasan toda su vida en forma planctónica, en lugar de ser simplemente planctónicas durante la etapa larvaria, como suele ser el caso de muchos gasterópodos marinos, cuyas larvas velígera forman parte del meroplancton.
Se sabe poco sobre el comportamiento de las mariposas marinas, pero se sabe que tienen una forma peculiar de alimentarse. A veces, simplemente flotan, con el lado ventral hacia arriba, con las corrientes. En su mayoría son alimentadores pasivos de plancton, pero a veces pueden ser alimentadores activos. Generalmente son herbívoros, enredan el alimento planctónico a través de una red mucosa que puede tener hasta 5 cm de ancho, muchas veces más grande que ellos. Si se les molesta, abandonan la red y se alejan lentamente. Al descender a aguas más profundas, levantan las alas. A veces, pululan en grandes cantidades y se pueden encontrar arrastrados por restos flotantes, especialmente a lo largo de la costa del este de Australia.

## Distribución
Los Thecosomata son los más comunes (en términos de diversidad, riqueza de especies y abundancia) en los 25 metros superiores (82 pies) del océano, y se vuelven más raros cuanto más profundas son las muestras. Migran verticalmente de día a noche, por lo que la estructura de la comunidad cambia en un ciclo de 24 horas; durante el día, muchos organismos se refugian en profundidades de más de 100 m. Van desde los trópicos hasta los polos.
Todos los días, migran verticalmente en la columna de agua, siguiendo a su presa planctónica. Por la noche cazan en la superficie y regresan a aguas más profundas por la mañana.

## Registro fósil
Este es, geológicamente hablando, un grupo bastante joven, habiendo evolucionado desde el Paleoceno tardío en la Era Cenozoica.
El grupo está representado en el registro fósil de conchas de esos grupos dentro del clado que se mineralizó. Estas conchas son un factor importante que contribuye al ciclo de los carbonatos y representan hasta el 12% del flujo global de carbonatos. Sin embargo, la baja estabilidad de sus caparazones aragoníticos hace que pocos terminen conservados en sedimentos, que se encuentran en aguas menos profundas de los océanos tropicales.

## Importancia en la cadena alimentaria
Estas criaturas, que van desde el tamaño de una lenteja hasta una naranja, son devoradas por varias especies marinas, incluida una amplia variedad de peces que, a su vez, son consumidos por pingüinos y osos polares. Las mariposas marinas forman la única fuente de alimento de sus parientes, los Gymnosomata. También son consumidos por aves marinas, ballenas y peces de importancia comercial. Sin embargo, el pescado puede tener "intestino negro", haciéndolo invendible, si las mariposas marinas se consumen en grandes cantidades.

## Taxonomía

### Ponder y Lindberg
Orden Thecosomata de Blainville, 1824
- Infraorden Euthecosomata
  - Superfamilia Limacinoidea
    - Familia Limacinidae de Blainville, 1823

  - Superfamilia Cavolinioidea
    - Familia Cavoliniidae H. y A. Adams, 1854
    - Familia Clioidae
    - Familia Creseidae
    - Familia Cuvierinidae
    - Familia Praecuvierinidae
- Infraorden Pseudothecosomata
  - Superfamilia Peraclidoidea
    - Familia Peraclidae Tesch, 1913

  - Superfamilia Cymbulioidea
    - Familia Cymbuliidae Gray, 1840
    - Familia Desmopteridae Dall, 1921

### Bouchet y Rocroi
En la nueva taxonomía de Bouchet & Rocroi (2005) Thecosomata se trata de manera diferente:
Clado Thecosomata : 
- Superfamilia Cavolinioidea  Gray, 1850  ( = Euthecosomata)
  - Familia Cavoliniidae  Gray, 1850 (1815) 
    - Subfamilia Cavoliinae   Gray, 1850 (1815)  (anteriormente Hyalaeidae  Rafinesque, 1815 )
    - Subfamilia Clioinae  Jeffreys, 1869  (formerly Cleodoridae  Gray, 1840  - nomen oblitum)
    - Subfamilia Cuvierininae  van der Spoel, 1967  (anteriormente : Cuvieriidae  Gray, 1840  (nom. inv.); Tripteridae  Gray, 1850 )
    - Subfamilia Creseinae Curry, 1982 

  - Familia Limacinidae  Gray, 1840  (formerly : Spirialidae  Chenu, 1859 ; Spiratellidae  Dall, 1921 )
  - † Familia Sphaerocinidae  A. Janssen & Maxwell, 1995
- Superfamilia Cymbulioidea  Gray, 1840  ( = Pseudothecosomata)
  - Familia Cymbuliidae  Gray, 1840 
    - Subfamilia Cymbuliinae  Gray, 1840 
    - Subfamilia Glebinae  van der Spoel, 1976 

  - Familia Desmopteridae  Chun, 1889 
  - Familia Peraclidae  Tesch, 1913  (formerly Procymbuliidae  Tesch, 1913

La superfamilia Limacinoidea se vuelve redundante y la familia Limacinidae pasa a formar parte de la superfamilia Cavolinioidea. Las familias Creseidae y Cuvierinidae se convierten en las subfamilias Creseinae y Cuvierininae. El infraorden Pseudothecosomata se convierte en la superfamilia Cymbulioidea. La superfamilia Peraclidoidea se vuelve redundante y la familia Peraclididae se incluye en la superfamilia Cymbulioidea como familia Peraclidae.